# ビートル (ロボット)
ビートル（英：“Beetle”Mobile Manipulator）は、 アメリカ空軍が1960年代に試作した有人モビル・マニピュレーター（自走ロボットアーム）である。

## 概要
放射性物質によって汚染された地域での活動を任務とする移動式のマニピュレーターで、X-6などといった原子力飛行機の事故現場での作業を目的として、1959年に空軍がゼネラル・エレクトリック（GE）社に開発を依頼し、製造はGE社の要請を受けたジャレド・インダストリーズ社によって行われ、1961年に試作機が完成した。
だが、同年に空軍による原子力飛行機の開発計画が中止されたため、核爆発によって生じた瓦礫の除去に用途を変更された。その後、1962年から試験が開始されたが、油圧関係と電装関係にトラブルが頻出した上、放射性遮蔽材として用いられた鉛が重量過多を招き、整地された平坦なコンクリートの上でしか走行することができなかった。この走行能力では想定される活動場所である不整地での活動が不可能なことが判明したため、実用性に乏しいと判断され、開発は中止された。
ビートルの開発には1,500,000ドル（当時）が費やされた。

## 構成
ビートルはM42ダスター自走高射機関砲の走行装置を流用した装軌式の車台上に、油圧シリンダーにより15フィート（4.752 m）上昇させることが可能なターレット（塔）形の構造物があり、全体的な外見は「装軌式車両に乗った頭部の無い人型ロボットの上半身」といったものになっている。

### ターレット
車体より4本の油圧シリンダーにより支えられているターレットは左右にそれぞれ240度旋回することができ（360度の全周旋回はできない）、ドライバー兼オペレーターが搭乗する操縦室と補助的な動力装置、そして左右に1基ずつ、計2本のマニピュレーター（ロボットアーム)が備えられていた。
操縦席の周囲には放射線遮蔽材として厚さ30 cmの鉛板を用いており、この重さは総重量の約半分にも達していた。総重量85トンのうち、ターレット部のみで50トンの重量がある。操縦席天面は4隅をシリンダーで持ち上げる方式の搭乗ハッチとなっているが、放射線防護のためにとてつもなく分厚いものとなっており、ハッチだけでも7.5トンの重量があり、さながら銀行の金庫室の扉のごとくであった。これらの防護装備により、放射線被曝に対する防護能力は無防護状態の3,000倍という数値を達成しており、毎時3,000レントゲン（約26シーベルト）の被曝に耐えることができた。これは「人間が無防護で被曝した場合、10分以内に確実に死亡する」環境に耐えられることを意味する。
外界の確認手段として、放射線遮蔽用として厚さ58 cmの鉛入ガラスを使用した前面／左右の三カ所の外部視察窓のほか、ターレット前面上部に可動式の支持架に取り付けられたものが1基、後面に固定式のものが2基、計3基のテレビカメラと、天面ハッチ上面に左右旋回と上下俯仰が可能な1基の潜望鏡式ペリスコープを有し、作業時の照明として前面視察窓の左右に5基、上下各2基、左右視察窓には上下各3基の角型ライトと、上部中央に1基の円形サーチライトがある。この他、前面視察窓には2基の計測ゲージの付いた作り付けの双眼鏡があり、左右に移動できるように専用のマウントに接続されていた。操縦手と外部との通信は2基の無線機によって行われたが、分厚い防護壁によりハッチ閉鎖時（行動時）には車内には外部の音は全く届かないため、操縦手が目視以外に外部の状況を把握できるように、集音マイクが備えられており、エンジン音を始めとする駆動音はこれによって把握した。
操縦室には3基のエア・コンディショナーが備えられ、22～24℃、湿度60％の状態を維持した。操縦者用座席は電動による調整が可能なもので、狭い操縦室で搭乗者が快適に作業が可能なように配慮されている。ただし、操縦室内は大変狭苦しい上に各種機器と計器で一杯であり、操縦者には座席以外の空間はほとんど与えられていなかった。なお、操縦室はハッチを閉鎖した後には小さな空気取り入れ口のみしか外部と通じている部分はないが、被曝防護は直進性の高い放射線による直射の防護に主眼が置かれており、放射線防護はダクトを複数回90度以上に曲げることによって達成されている。汚染大気や汚染粒子が高濃度に滞留している状況で作業することは想定されていないため、空気取り入れ口自体にはさほど高度なフィルタは装備されていない。非常事態に備え、操縦室内には8時間分の容量のある酸素ボンベが用意されていた。
操縦室の左右に備えられたマニピュレーター（ロボットアーム）はゼネラル・ミルズの設計・製作によるもので、上腕部を前後に42インチ（約106.7cm）、前腕部を18インチ（45.72cm）伸縮させることができた。1基あたりの関節数は3節で、360度全周の回転可動軸を3つ、可動範囲120度と90度の1軸可動軸をそれぞれ2/1つ持ち、無骨な外見ながら繊細な作業が可能であり、1962年に行われたデモンストレーション時には、アームで卵を割らずに持ち上げるというパフォーマンスを披露している。
操縦席区画後方には発電機とその動力源として補助エンジン、および各部駆動用の油圧ポンプが搭載されている。油圧ポンプはエンジンからの動力によるものと電動式のもの、2種類が搭載されていた。また、緊急時には搭乗ハッチを手動で開くことができるように、操縦席には手動式の油圧ポンプが準備されている。

### 車体
車体上部は本車のための専用設計であるが、前述のように車台の構成部品はM42ダスター自走高射機関砲から流用されている。変速装置とエンジンは一体型のパワーパック型式であり、起動輪と片側4基の転輪とゴムパッド付きの履帯もM42よりの流用であるが、上部の小型転輪は廃止され、また誘導輪は設地式に変更されている。
500馬力のメインエンジンの他に、“CREEP DRIVE”と称される電動式の補助駆動装置がメインエンジンの左右にあり、主変速装置と左右起動輪に繋がる最終変速装置の間に接続されている。この補助駆動装置はオートマチックトランスミッション搭載車で発生するクリープ現象のようにゆっくりとした駆動を実現し精密な作業を行う際にインチ単位の僅かな距離を正確に移動が可能となった。
車両の性格上前進と後進を頻繁に切り替えることが想定されたため、前照灯と赤外線前照灯は前/後面の両方に装備されている。車体前面と後面には牽引用のピントルフックがあり、テスト時には85,000ポンド(約 38.56 トン)のコンクリートブロックを牽引することに成功した。

## 諸元
- 全長：12.0 m
- 全幅：3.8 m
- 全高：3.2 - 8.0 m
- 総重量：85 t
- エンジン：コンチネンタル 製 スーパーチャージャー付き
- 出力：500 hp
- 変速装置：6速
- 最大速度：
16 km/h
15 ft(4.572 m)/min ※電動機のみによる駆動時
- アーム水平到達範囲：3.7 m
- アーム垂直到達範囲：10.0 m
- 乗員：1名